# Placochilus seladonicus
Placochilus seladonicus är en insektsart som först beskrevs av Carl Fredrik Fallén 1807.  Placochilus seladonicus ingår i släktet Placochilus, och familjen ängsskinnbaggar. Arten är reproducerande i Sverige.